# 2ES10型电力机车
2ES10型“花岗岩”电力机车（俄語：2ЭС10 «Гранит»）是俄罗斯铁路的新型干线电力机车车型之一，适用于供电制式为3000伏直流电的电气化铁路，由西纳拉集团与德国西门子公司合资成立的乌拉尔机车设计制造。
此外，乌克兰亦向乌拉尔机车订购50组2ES10型“斯维雅托戈尔”电力机车（烏克蘭語：2ЕС10 «Святогор»），但由于乌克兰方面的原因，并未正式交付运用。

## 俄罗斯铁路2ES10型
俄罗斯铁路股份公司成立后，为满足营运需要、实现牵引动力的更新换代，开始实施设计和研制新型机车的计划。2010年5月，俄罗斯铁路股份公司与西纳拉运输机械股份公司、西门子公司的合资企业乌拉尔机车厂签订了221台交流传动货运电力机车的采购合同，总值420亿卢布。
截至2019年9月，乌拉尔机车至少生产了164组两节重联式2ES10型电力机车和45节2ES10S中间补机机车，并在此基础上组成了被非正式称为3ES10型的三节重联式电力机车。

## 乌克兰铁路2ES10型
2011年底，乌克兰铁路对2ES10型电力机车和2ES6型电力机车产生了兴趣，他们计划更新电力机车以取代利沃夫铁路局配属的VL10型电力机车和VL11型电力机车。2011年年底，2ES6型147号电力机车及2ES10型012号机车运抵利沃夫铁路局利沃夫西机务段。2012年2月，两组机车接受了专家的审查，并开始进行操作测试。2ES10型012号机车担当测试列车的本务机车，而2ES6型147号机车担当测试列车的尾部补机机车。测试的最后一趟行程于2012年3月28日在利沃夫-拉沃奇涅- 乔普区间上进行，2ES10型电力机车在没有尾部补机的情况下牵引重达5200吨的列车到达拉沃奇涅站，然后与2ES6型147号机车一起推挽测试列车，经过最高海拔为790米的Beskid站时，以11千米/小时的速度加速通过。
2012年2月1日，乌拉尔机车与乌克兰铁路在基辅签订了50台2ES10型电力机车的供货合同，合同金额超过100亿卢布，这批机车将交付利沃夫铁路局使用。2013年底到2014年初，乌拉尔机车制造了7组2ES10型电力机车。但是，由于乌克兰付款方面的问题（另一说是由于乌克兰的政治和经济危机），2013年11月至12月制造并运抵乌克兰哈爾科夫州庫皮揚斯克-武茲洛維伊镇庫皮揚斯克編組站的前3组2ES10型电力机车于2014年3月返回乌拉尔机车。
之后，乌拉尔机车决定将所有7组2ES10型电力机车转用俄罗斯方面的安全防护系统，并交付俄罗斯铁路。至少有2组机车2ES10-001号和2ES10-002号机车被分别改造为2ES10-112号和2ES10-113号机车，并交付给俄罗斯铁路。其他5组机车很可能也被改造并交付俄罗斯铁路，但是它们的各自新车号尚不确定。

## 参看
- 2ES4K型电力机车
- 2ES6型电力机车